# Guglielmo Ebreo

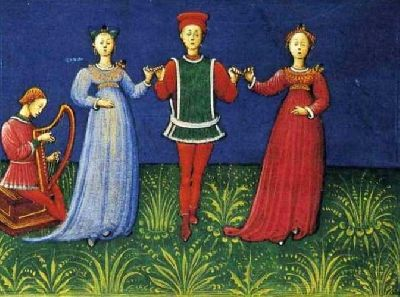
Guglielmo Ebreo (1463)

Guglielmo Ebreo da Pesaro (auch Giovanni Ambrosio; * um 1420 in Pesaro; † nach dem 21. April 1484 in Florenz) war ein italienischer Tänzer, Tanzmeister und Tanztheoretiker.

## Leben
Guglielmo verfasste eine Autobiographie, aus der sein Lebenslauf hervorgeht. Neben Antonio Cornazzano (in deutschsprachigen Texten vielfach auch Cornazano geschrieben) war auch er ein Schüler von Domenico da Piacenza. Um 1433 begann Guglielmo als Tanzmeister zu arbeiten. 1437 war er bei der Hochzeit von Federico da Montefeltro mit Battista Sforza in Urbino tätig. Um 1445 arbeitete er für Alessandro Sforza in Pesaro, ab 1450 war er auch für dessen Bruder Francesco Sforza in Mailand tätig. Guglielmo zählt in seiner Autobiographie zahlreiche Anlässe, bei denen er als Tanzmeister bzw. Tänzer eingesetzt war, auf.
Zwischen Oktober 1463 und Mai 1465 trat Guglielmo zum Christentum über. Seitdem nannte er sich Giovanni Ambrosio. 1469 wurde er in Venedig von Kaiser Friedrich III. zum Ritter vom goldenen Sporn geschlagen. Nach dem Tod von Alessandro Sforza (1473), trat er in den Dienst von Federico Montefeltro von Urbino ein. Gleichzeitig war er auch am Hofe von Lorenzo de’ Medici tätig, bei dem auch sein Bruder Giuseppe Ebreo arbeitete. Gegen Ende seiner Karriere musste Giovanni Ambrosio um Almosen ansuchen, was ihm jedoch von Lorenzo de’ Medici verweigert wurde.
Guglielmo Ebreos Werke sind in neun Handschriften unterschiedlichen Umfangs und unterschiedlicher Qualität überliefert. Ebreos De pratica ist im Aufbau an Domenico da Piacenzas Traktat angelehnt. Einem theoretischen Teil werden mit misura, memoria, partire del terreno, aiere, mayniera und movimento corporeo zuerst die sechs Fundamenta der Tanzkunst beschrieben. Danach widmet sich Guglielmo tanzpraktischen Problemen, wo in einem Dialog zwischen Meister und Schüler auf die notwendige Verbindung von Theorie und Praxis hingewiesen wird. Im dritten Abschnitt des Traktates werden eigene und fremde Choreografien als Fließtext beschrieben.
Aus dem zwischen 1440 und 1520 entstandenen italienischsprachigen Tanzrepertoire sind ca. 120 Choreografien erhalten. Davon können Guglielmo lediglich neun Bassedanze (Alesandrescha, Caterva, Cupido, Ginevra, Gioliva, Pazienza, Pellegrina, Pietosa, Principessa), vier Balli (Colonnese, Duchesco, Grazioso, Legiadra) und ein Balletto (Gioioso) sicher zugeschrieben werden. Nur zu drei von Guglielmos Balli (Grazioso, Legiadra, Colonnese) ist auch die Musik überliefert.

## Werke
- Guglielmi Hebraei: De pratica seu arte tripudii vulgare opusculum (6 Abschriften)
- Otto bassedanze di M. Guglielmo de Pesaro e de M. Domenico da Ferrara (1 Abschrift)
- Domini Iohannis Ambrosii Pisavrensis de Pratica sev Arte Tripvdii vvlgare opvscvlvm (2 Abschriften)

| Personendaten    | Personendaten                                         |
| ---------------- | ----------------------------------------------------- |
| NAME             | Ebreo, Guglielmo                                      |
| ALTERNATIVNAMEN  | Ambrosio, Giovanni; Ebreo da Pesaro, Guglielmo        |
| KURZBESCHREIBUNG | italienischer Tänzer, Tanzmeister und Tanztheoretiker |
| GEBURTSDATUM     | um 1420                                               |
| GEBURTSORT       | Pesaro                                                |
| STERBEDATUM      | nach 21. April 1484                                   |
| STERBEORT        | Florenz                                               |